# Чхюньвань

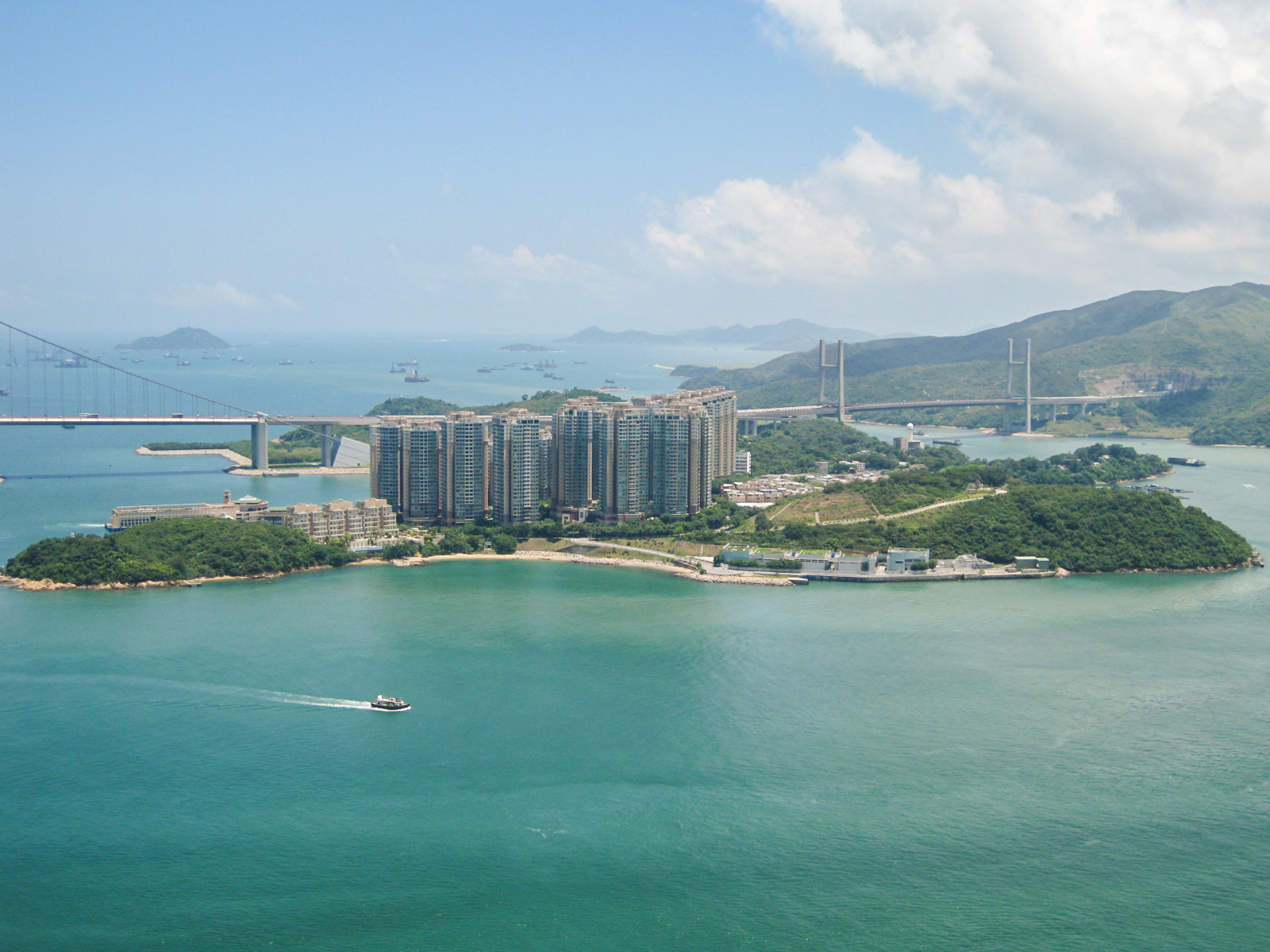
Цюн-Ван

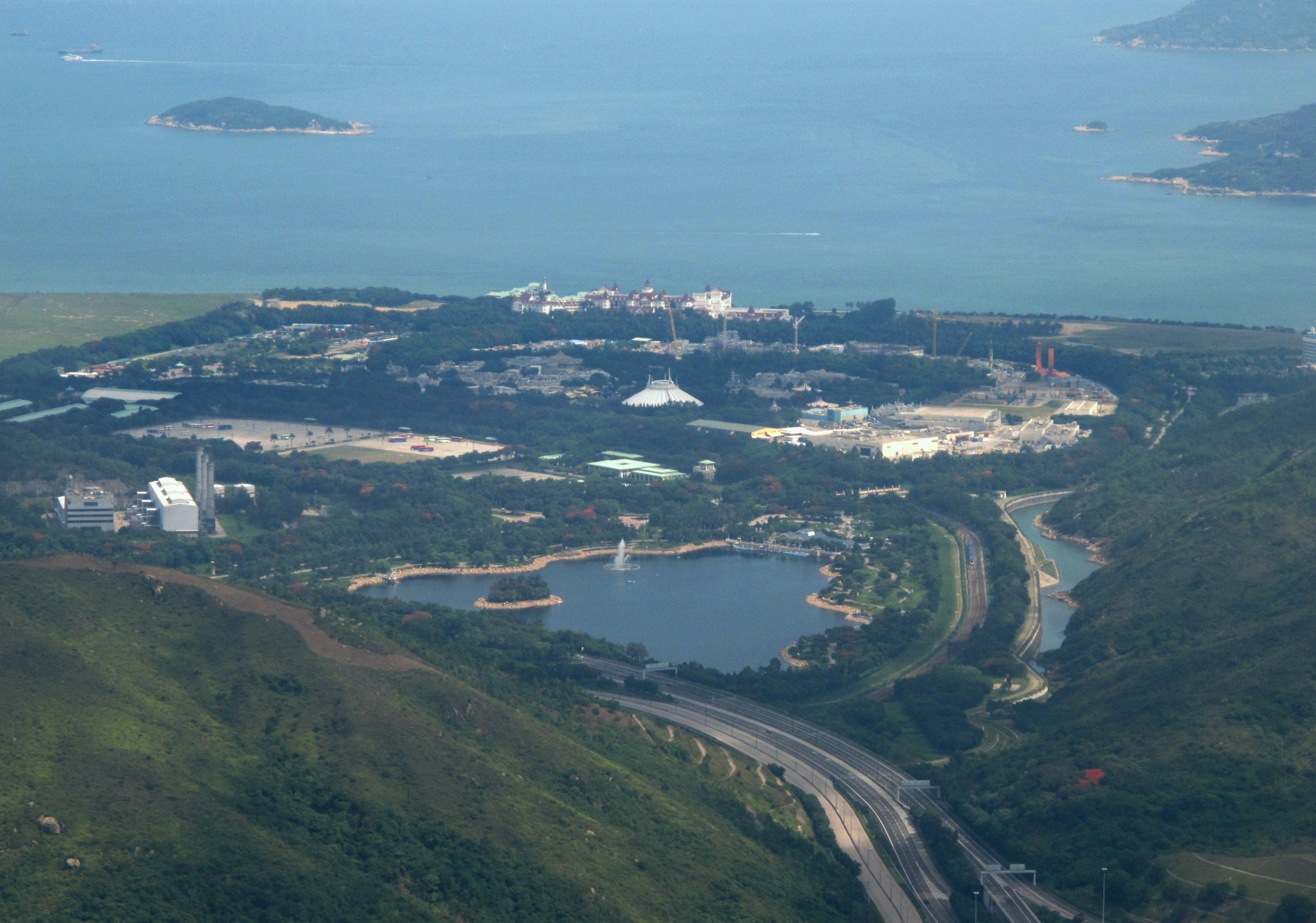
Цюн-Ван

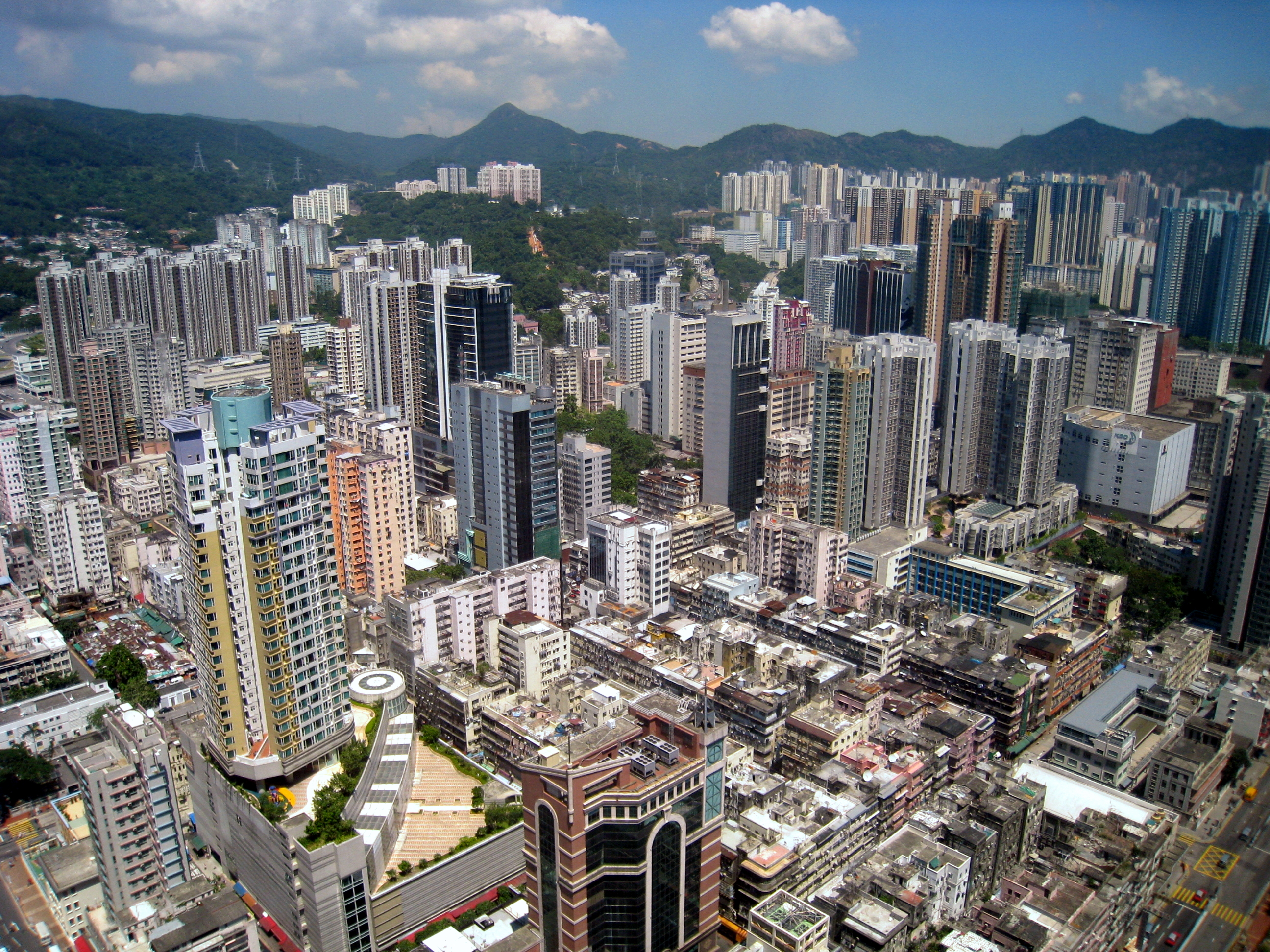
Цюн-Ван

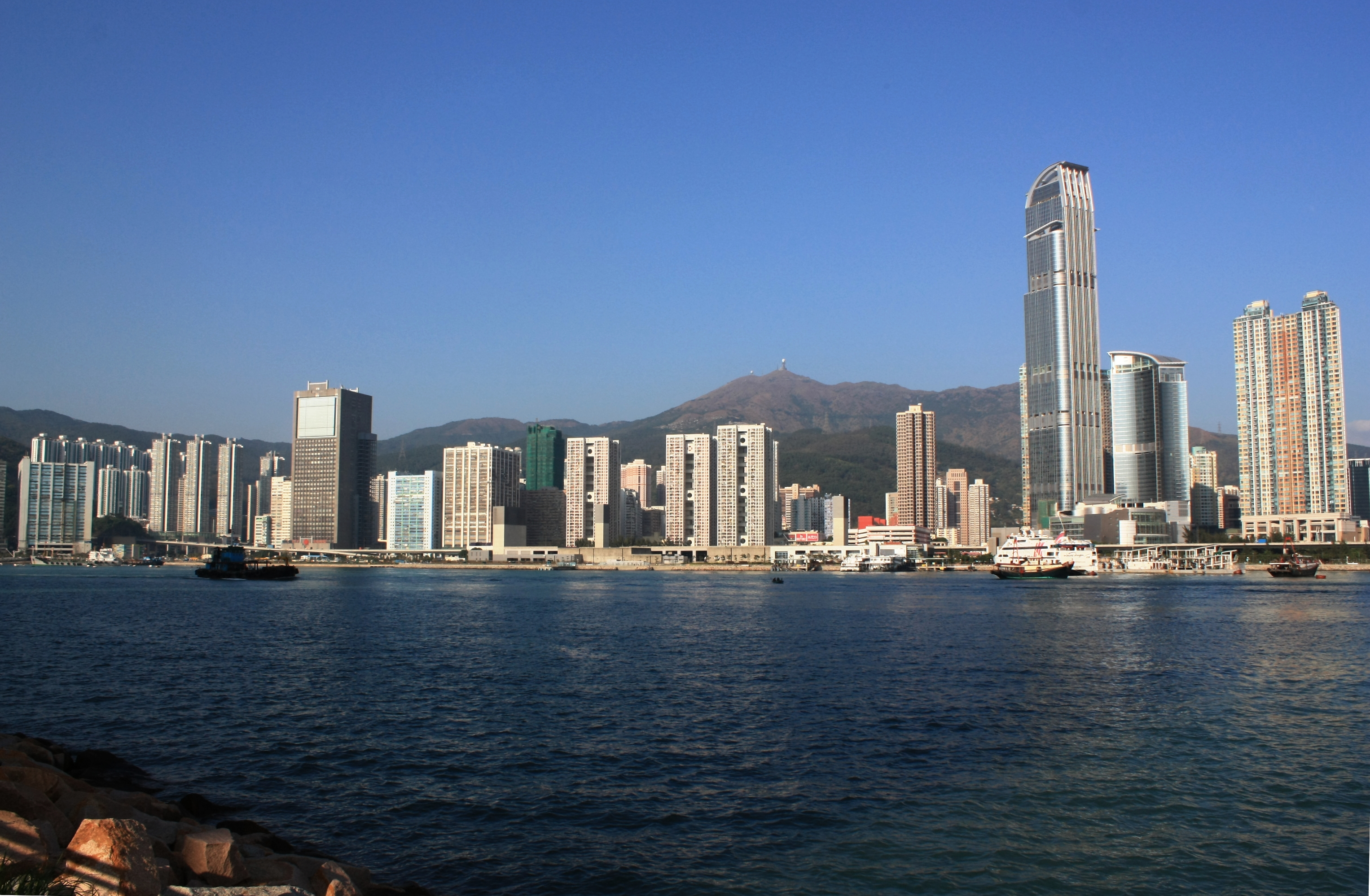
Цюн-Ван

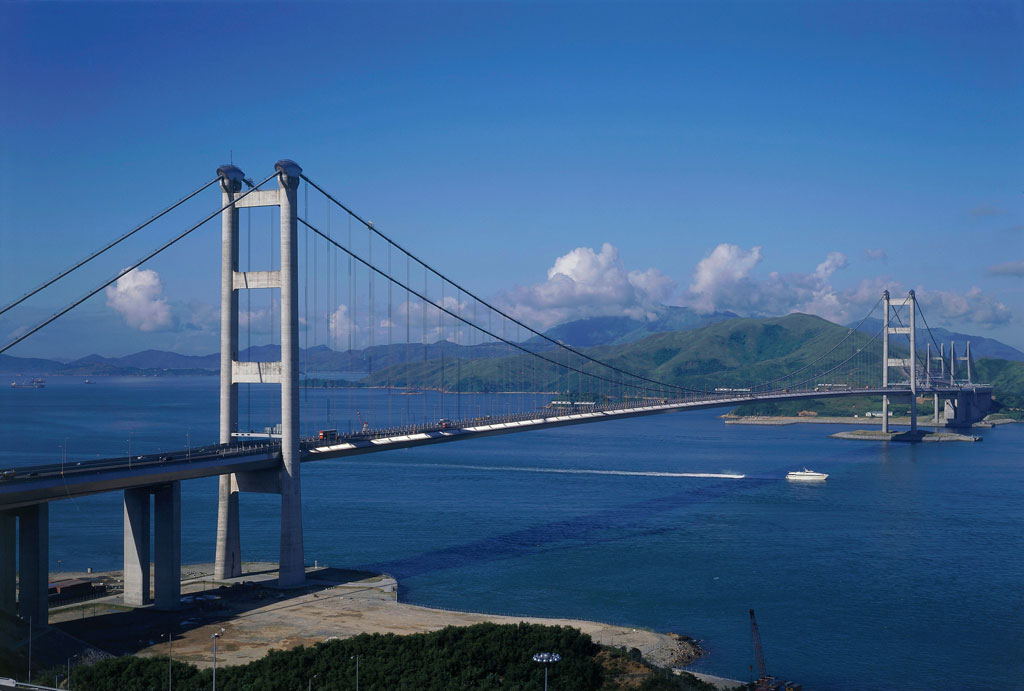
Цюн-Ван

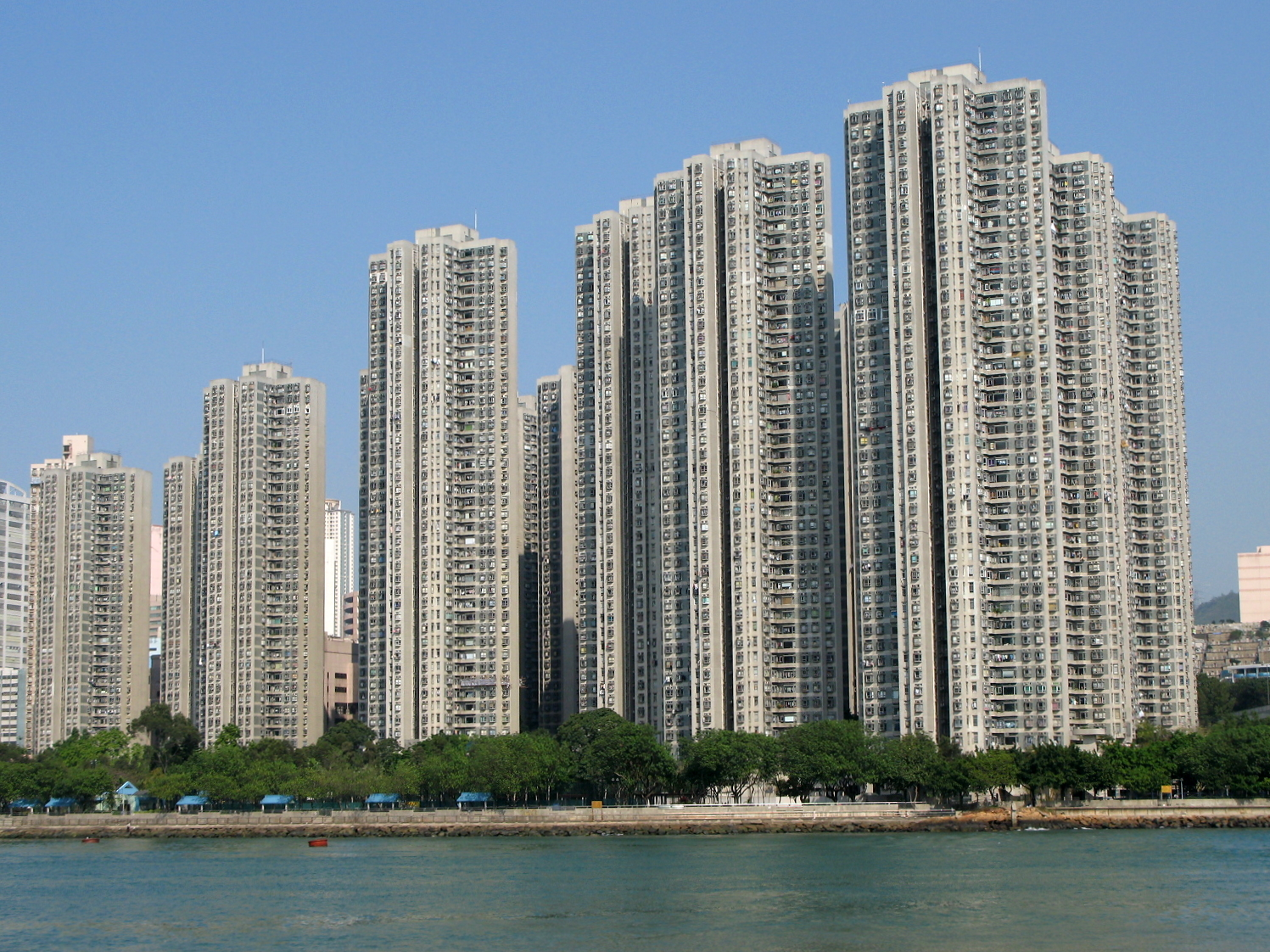
Цюн-Ван

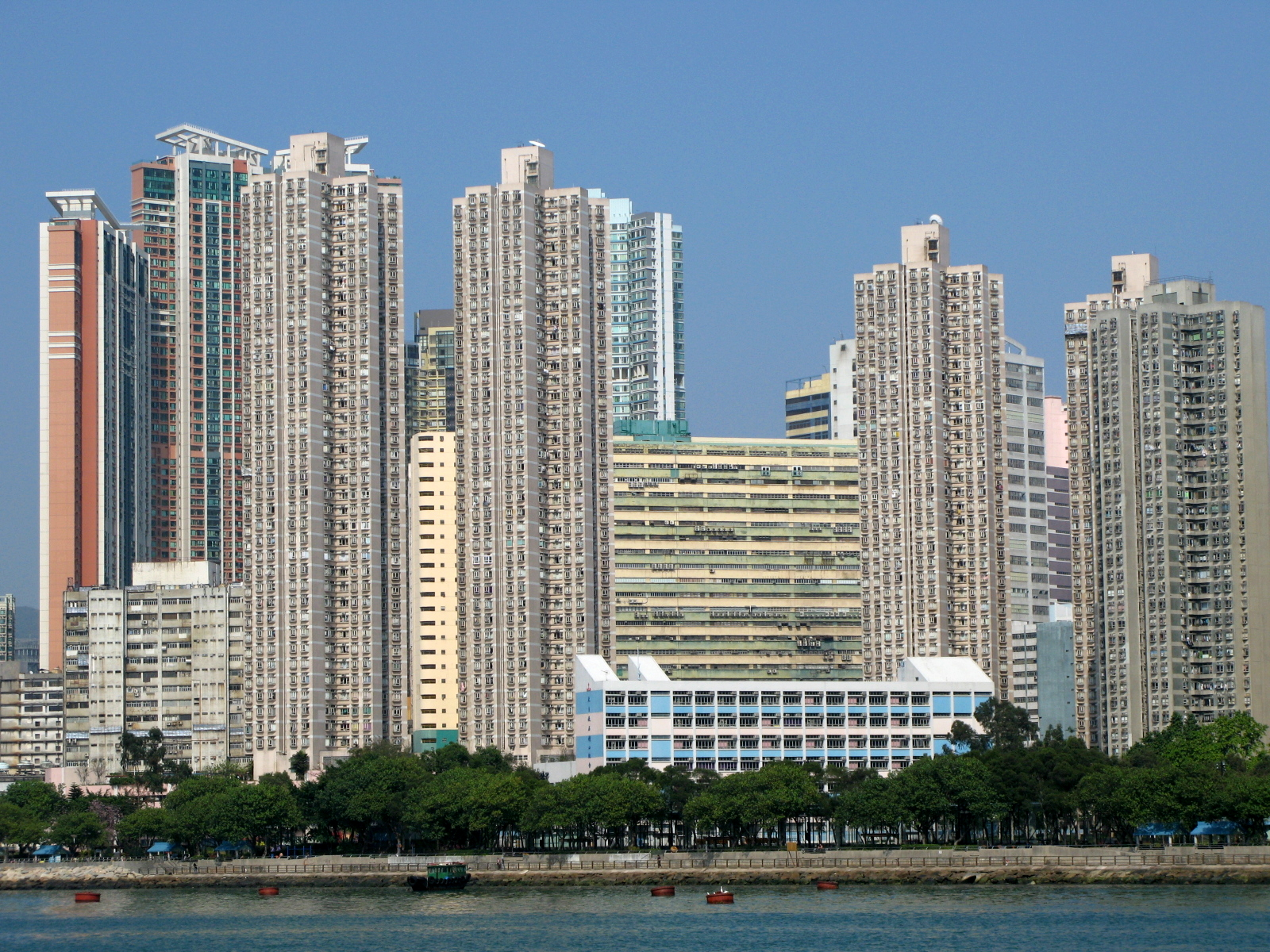
Цюн-Ван

Чхюньвань? (иер. 荃灣, ютпх. Cyun4 waan1, кит.-рус. Цюаньвань, англ. Tsuen Wan) — один из 18 округов Гонконга. Расположен в юго-западной части Новых Территорий.

## История
Округ Цюн-Ван был образован в 1982 году, но в 1985 году на территории земель, отделившихся от него, был образован новый округ Кхуайчхин.

## Население
В 2006 году в округе проживало 289 тыс. человек.

### Религия
В округе расположены храм Тин Хау, церкви Кроун Торнс и Ма-Ван.

## Экономика
На острове Лантау расположены «Гонконг Диснейленд Резорт», включающий в себя парк развлечений «Диснейленд»  Архивная копия от 14 августа 2014 на Wayback Machine, отели «Диснейленд» и «Дисней Голливуд», торговый центр и рестораны, а также теплоэлектростанция «Пенни Бэй» компании «CLP Group».
В округе расположены штаб-квартиры обувной корпорации «Belle International», оператора недвижимости «Chinachem Group», интернет-провайдера и оператора кабельного телевидения «i-CABLE Communications», кинокомпании «Sundream», производителя моделей и игрушек «Dragon Models», Промышленный парк Чай-Ван-Кок, хлебобулочный завод «Garden Company», отель «Панда». На побережье сохранилось рыболовство и производство креветочной пасты.

### Торговля
Крупнейшие торговые центры округа — «Дискавери Парк», «Ситиуолк», «Цюн-Ван Плаза», «Панда Плейс», «Нина Тауэр», «Бельведер Гарден», «Цюн-Ван Сентер», «Цюн Ван Сити Лендмарк», «Белладжио Молл», «Конкорд Скуэр», «Лук Йэунг Галлериа», «Скайлайн Плаза», «Нан Фунг», «Чэунг Шан», «Райн Гарден». Также много магазинов расположено на торговой улице Чунг Он Стрит, а у жителей популярен рынок Шам Цэнг.

## Транспорт
- Мост «Цинг Ма» соединяет острова Цинг-И (округ Кхуайчхин) и Ма-Ван
- Виадук «Ма Ван» пересекает одноименный остров и соединяет мосты «Цинг Ма» и «Кап Шуй Мун»
- Мост «Кап Шуй Мун» соединяет острова Ма-Ван и Лантау
- Мосты «Тинг Кау» и «Цинг И Норт» соединяют округ с островом Цинг-И (округ Кхуайчхин)
- Линия MTR «Цюн-Ван» связывает округ с Коулуном и Гонконгом
- Линия MTR «Вест Рейл» связывает округ с Коулуном и Юньлон
- Линия MTR «Диснейленд Резорт» связывает «Диснейлен» с пересадочной станцией Санни Бэй
- Линии MTR «Эйрпорт Экспресс» и «Тунг Чунг» проходят через северную часть Лантау и остров Ма-Ван
- Тоннель «Шинг Мун» соединяет округ с Сатхинь
- В округе существует разветвленная сеть автобусных и паромных маршрутов

## Достопримечательности
- Парк развлечений «Диснейленд» (Лантау)
- Христианский тематический парк «Ноев ковчег» (Ма-Ван)
- Пляж Тунг-Ван на острове Ма-Ван
- Маяк на острове Танг-Лунг-Чау
- Гора Тай-Мо-Шан

### Крупнейшие здания
- 80-этажный «Нина Тауэр» (320 м)
- 56-этажный «Инди Хоум» (212 м)
- Комплекс «Белладжио» (64-этажная башня в 206 м и 60-этажная башня в 179 м)
- 41-этажный «Кейбл Ти-Ви Тауэр» (197 м)
- 59-этажный «Челси-Корт» (196 м)
- Комплекс «Вижн Сити» (две 52-этажные башни по 195 м, две 52-этажные башни по 192 м, 50-этажная башня в 183 м)
- 54-этажный «Оушн Пойнт» (184 м)

### Музеи и галереи
- Музей Сам Тунг Ук

### Парки
- Парк Цюн-Ван
- Парк Ма-Ван

## Образование
- Колледж Хо Фунг
- Колледж Хо Чюн Иу
- Даосский институт Юн Юн

## Здравоохранение
- Адвентистский госпиталь Цюн-Ван

## Спорт
- Спортцентр Цюн-Ван-Вест
- Бассейн Ву-Чунг